# Monique Hervo
Monique Hervo (en arabe : مونيك هيرفو), née le 5 janvier 1929 à Paris et morte le 20 mars 2023 à Nanterre, est une militante associative et écrivaine française, naturalisée algérienne en 2018.
Elle vit de 1959 à 1971 avec des travailleurs immigrés algériens et leur famille au sein du bidonville de la Folie à Nanterre, et manifeste à leur côté le 17 octobre 1961. Elle participe à la fondation du Groupe d'information et de soutien des immigrés (GISTI) et s'engage plusieurs années à la Cimade sur la question du mal-logement et du droit des étrangers. Elle témoigne par la suite des conditions de vie insalubres imposées aux populations immigrées et de la brutalité de la répression policière dans le contexte de la guerre d'Algérie en France. Ses photographies, notes et enregistrements alimentent de manière conséquente l'histoire et la mémoire des bidonvilles et de la lutte pour l'indépendance algérienne en France.

## Biographie

### Enfance et formation
Née en 1929, Monique Hervo est issue d'une famille prolétaire : du côté paternel, sa grand-mère est fille de ferme en Bretagne et son grand-père cheminot ; du côté maternel, son grand père est ouvrier des mines vers Grenoble. Elle grandit en hôtel meublé avenue de Saint-Ouen à Paris, dans un quartier populaire. Elle est marquée enfant par les manifestations de 1936, et les récits de guerre de son père, soldat durant la Première guerre mondiale notamment à Verdun, et gazé.
Jeune, elle pratique le scoutisme au sein des Guides de France, au sein d'un groupe du quartier de Belleville. En 1945, à seize ans, elle est dans ce cadre volontaire pour participer à l'accueil des prisonniers de guerre à la gare de l'Est, puis au brancardage des personnes rescapées du camp d'extermination nazi de Buchenwald à leur sortie des trains. Ces moments la marquent durablement,.
En 1947, elle intègre l'école des Arts décoratifs de Grenoble, puis en 1951 l'école des Beaux-Arts de Paris avant de rejoindre l'Académie Julian en 1954. Elle se spécialise en verrerie d'art et vitrail. Elle s'engage brièvement au Rassemblement du peuple français, fondé par le Général de Gaulle. Elle travaille quelques mois à la restauration de vitraux d'églises en Normandie puis à Royan. En 1956, elle s'engage quelque temps au sein de l'Assistance morale aux indigènes nord-africains (AMINA), où elle donne des cours d'alphabétisation à des Algériens, mais n'adhère pas à l'approche des Pères Blancs qui les coordonnent.
En 1956 également, elle entre au Service civil international, association qui réunit des objecteurs de conscience avec la volonté d'une action de terrain. Elle y est d'abord bénévole, puis salariée de 1958 à 1961. Initialement, elle y participe aux travaux de relogements temporaires de la population de Lorient, ville largement détruite dans les bombardements de la Seconde Guerre Mondiale. Au sein du Service civil international, elle entame des réflexions sur la guerre, l'objection de conscience, le colonialisme. Elle y côtoie le philosophe Lanza Del Vasto, adepte de la non-violence, et Louis Lecoin, militant anarchiste pour l'objection de conscience.

### Engagements aux côtés des Algériens à Nanterre

#### Au sein du bidonville de la Folie
En 1959, via un article de presse, elle découvre l'existence de bidonvilles en France. Avec une équipe du Service civil international, elle décide de se rendre au bidonville de la Folie, à Nanterre, en août 1959. Ce bidonville est, à partir de la fin des années 1950, un lieu de vie insalubre d'une population algérienne immigrée dans l'attente d'un logement social, et un lieu important de la mémoire des migrants coloniaux durant la guerre d'Algérie en France. Il regroupe environ 300 familles qui y vivront pour certaines plus de dix ans, et, contrairement à d'autres bidonvilles, ne bénéficie d'aucun aménagement public (accès à l'eau, assainissement, électricité...). Après quelques participations à des chantiers de construction, Monique Hervo s'y installe durablement.
Pendant douze ans, elle y tient un rôle d'écrivain public, fait de l'aide aux devoirs auprès des enfants et accompagne les habitants dans leurs démarches,. Initialement salariée du Service civil international, elle n'a comme revenus, à partir de 1961, que des contributions solidaires d'autres militants. Elle y vit dans des conditions similaires à celle des familles algériennes, installée dans un ancien camion frigorifique, avec la volonté d'être  « aux côtés des Algériens par une vie partagée ».
Le bidonville de la Folie est également un lieu d'implantation important du Front de Libération National (FLN) algérien en France, et un espace de construction de la lutte algérienne et de la répression policière dans le contexte de la guerre d'Algérie. Monique Hervo soutient l'indépendance de l'Algérie et agit en articulation avec les militants du FLN qui lui accordent une relative confiance.
Elle reste dans le bidonville de la Folie jusqu'à sa destruction en 1971, et contribue en parallèle aux luttes pour l'amélioration des conditions de vie ou le relogement des populations des différents bidonvilles franciliens. Elle s'oppose notamment au maire communiste de Nanterre, Raymond Barbet, dont elle dénonce l'inaction pour aménager des conditions de vie digne dans les bidonvilles.

#### Participation à la manifestation du 17 octobre 1961
À la demande d'habitants du bidonville de la Folie, elle manifeste aux côtés des Algériens le 17 octobre 1961. La manifestation, organisée par le FLN, se présente comme un boycott non-violent du couvre-feu imposé aux seuls Algériens. Elle est brutalement réprimée par la police, et fait plusieurs dizaines de morts. Monique Hervo contribue aux témoignages sur la réalité des massacres perpétrés, à la fois par son récit de la manifestation vécue directement et par le décompte des disparus qu'elle réalise les jours suivants au sein du bidonville de La Folie.

### Engagements autour du mal-logement et du droit des étrangers
Après la destruction du bidonville de la Folie, Monique Hervo poursuit ses engagements autour du mal-logement et progressivement sur la question du droit des étrangers.
En 1972, à la suite du décès de plusieurs personnes dans un incendie, elle écrit une lettre ouverte au Premier Ministre Jacques-Chaban Delmas, co-signée par Jean-Jacques de Felice, Robert Badinter, Claude Bourdet ou Pierre Vidal-Naquet.
En 1971-1973, elle participe à la fondation du Groupe d'information et de soutien aux travailleurs (GISTI),, aux côtés de plusieurs hauts fonctionnaires, avocats, travailleurs sociaux et militants associatifs dont Jean-Jacques de Felice et Simone Pacot.
En 1973, elle est recrutée à la Cimade par André Legouy et y devient adjointe au secteur Immigrés. Elle agit notamment pour obtenir le droit aux allocations logement pour les habitats des relogés immigrés, avec Simone Pacot . En 1974-1975, en tant que responsable du service habitat-urbanisme de la Cimade, elle dénonce dans le journal Le Monde les choix du nouveau Plan d'Occupation des Sols de la ville de Paris, qu'elle estime fait au détriment de « la classe ouvrière et [des] différentes minorités », ainsi que le déficit de consultation des habitants,. En 1976-1977, elle  prend la responsabilité de la « Coordination parisienne des comités en lutte sur le logement ».
Elle participe au comité de soutien de la grève des loyers des foyers SONACOTRA qui dure de 1975 à 1980 et culmine avec 30 000 grévistes en 1978, pour demander l'abandon d'une hausse des loyers et l'assouplissement des règles imposées aux résidents,.

### Travail de documentation et de témoignage
Au fil des douze ans vécus au sein du bidonville de la Folie, Monique Hervo accumule volontairement de nombreuses photographies, traces écrites, enregistrements sonores de la réalité quotidienne. En 1965, elle administre un questionnaire social auprès de 150 familles. En 1966-1967, elle réalise des enregistrements auprès d'une centaine d'habitants du bidonville, qui donnent à voir l'insalubrité et la pénibilité de la vie quotidienne des travailleurs immigrés et de leur famille. Cette démarche s'inscrit dans la volonté de documenter pour témoigner,.
Elle utilise dès 1971 ce matériau brut pour l'ouvrage ethnographique Bidonvilles : l'enlisement, écrit avec Marie-Ange Charras, qui rend compte de la vie des travailleurs immigrés et de leur famille dans ces espaces, et des difficultés administratives incessantes qui leur sont faites. En 2001, dans le contexte d'un développement du travail mémoriel et historique autour de la guerre d'Algérie, elle publique Chroniques du bidonville : Nanterre en guerre d'Algérie 1959-1962, qui décrit davantage la brutalité des policiers, les humiliations ordinaires, le mépris de la population alentour, mais également l'organisation de la solidarité en interne et le rôle ambivalent du FLN.
À partir des années 1990, elle joue également un rôle dans le travail de mémoire et de médiatisation de la manifestation du 17 octobre 1961. En février 1999, elle témoigne de la violence de la répression policière à l'encontre des Algériens dans le procès en diffamation que Maurice Papon avait intenté en diffamation à Jean-Luc Einaudi, celui-ci ayant écrit que le « massacre » du 17 octobre 1961 avait été perpétré « sous [ses] ordres ». Ses enregistrements servent à alimenter l'émission de la Fabrique de l'histoire en 2009 sur France Culture.
En 2012, ses photos et ses notes nourrissent la bande dessinée Demain, demain de Laurent Maffre. Sa publication est accompagnée d'une fresque interactive sur le site de la chaîne Arte,. L'ouvrage est le support de plusieurs expositions et manifestations à Nanterre et d'émissions nationales sur les bidonvilles de travailleurs étrangers et la guerre d'Algérie en France.
Elle publie une vingtaine d'articles dans des revues nationales sur les questions de mal-logement et des travailleurs immigrés. Elle est invitée à intervenir régulièrement dans des colloques et congrès, par exemple par le Syndicat de la Magistrature ou le Mouvement contre le racisme, l'antisémitisme et pour la paix(MRAP), ou dans des établissements de formation au travail social.
Elle a déposé ses archives à l'Institut d'histoire du temps présent ainsi qu'à La contemporaine.

### Dernières années
Monique Hervo est naturalisée algérienne par décret présidentiel en décembre 2018. 
Elle vit dans une caravane dans un camping de l'Aube. Elle témoigne toujours de son expérience dans des émissions de radio, des centres sociaux, des établissements scolaires, des médiathèques.
Elle est morte le 20 mars 2023 à Nanterre, puis inhumée en Algérie, au cimetière d'El Alia vu qu'elle s'est convertie à l'islam.

## Apport de ses témoignages à l'histoire et à la mémoire contemporaine.
Monique Hervo joue un rôle important dans la transmission de la mémoire du bidonville de la Folie et plus largement des bidonvilles franciliens dans les années 1960-1970. Ses propres témoignages ainsi que l'importance du fonds documentaire qu'elle a constitué sont un incontournable des matériaux historiques à ce sujet,. Ses écrits et récits font partie des rares témoignages concernant l'existence et des méthodes des « brigades Z »,,, équipes crées en 1961 par Maurice Papon et chargées d'empêcher toute amélioration, réparation ou extension des baraques des bidonvilles par la brutalité et la peur.
Elle s'inscrit dans une démarche de « donner la parole aux sans-voix » qui sera mobilisée ultérieurement dans le cadre des sciences sociales ou dans un cadre militant pour contribuer à renouveler les représentations médiatiques. Notamment, elle s'attache à lutter contre l'image des immigrés incapables de s'adapter à la vie moderne en France en insistant sur leur difficulté à accéder aux logements sociaux décents en France. Elle décrit également l'envers du décor des opérations médiatiques de résorptions des bidonvilles, présentées comme des réussites quand les populations sont relogées parfois pendant des années dans des habitats temporaires de faible qualité.
Monique Hervo s'inscrivant dans une démarche militante, Muriel Cohen estime qu'elle laisse parfois de côtés certains éléments qui ne servent pas son discours (par exemple l'occultation des rapports de domination et de hiérarchisation sociale au sein des bidonvilles au profil d'une vision idéalisée des relations entre habitants).

## Archives
- Fonds : Monique Hervo (1948-2002, surtout 1950s-1980s) [16 cartons, 30 bandes audio].  Cote : ARC 3019. Paris : Institut d'histoire du temps présent (présentation en ligne).
- Fonds : Hervo, Monique (1959-1985) [2913 photographies].  Cote : HER. Nanterre : La Contemporaine (présentation en ligne).
- Fonds : Monique Hervo (1966-1967) [35 heures, 465 fichiers].  Cote : 20150546/1 à 6. Fontainebleau : Archives nationales (présentation en ligne). – archives orales collectées au bidonville de Nanterre